# Тюльди
Тюльди (баш. Төлдө) — деревня в Калтасинском районе Республики Башкортостан Российской Федерации. Административный центр Тюльдинского сельсовета.

## География

### Географическое положение
Расстояние до:
- районного центра (Калтасы): 11 км,
- ближайшей ж/д станции (Янаул): 65 км.

## Население
| 2002 | 2009 | 2010 |
| ---- | ---- | ---- |
| 328  | ↘303 | ↘273 |

Национальный состав
Согласно переписи 2002 года, преобладающая национальность — марийцы (97 %).

## Известные уроженцы
- Кубакаев Тимирай Кубакаевич — командир взвода автоматчиков, гвардии младший сержант, Герой Советского Союза.